# 開山祭

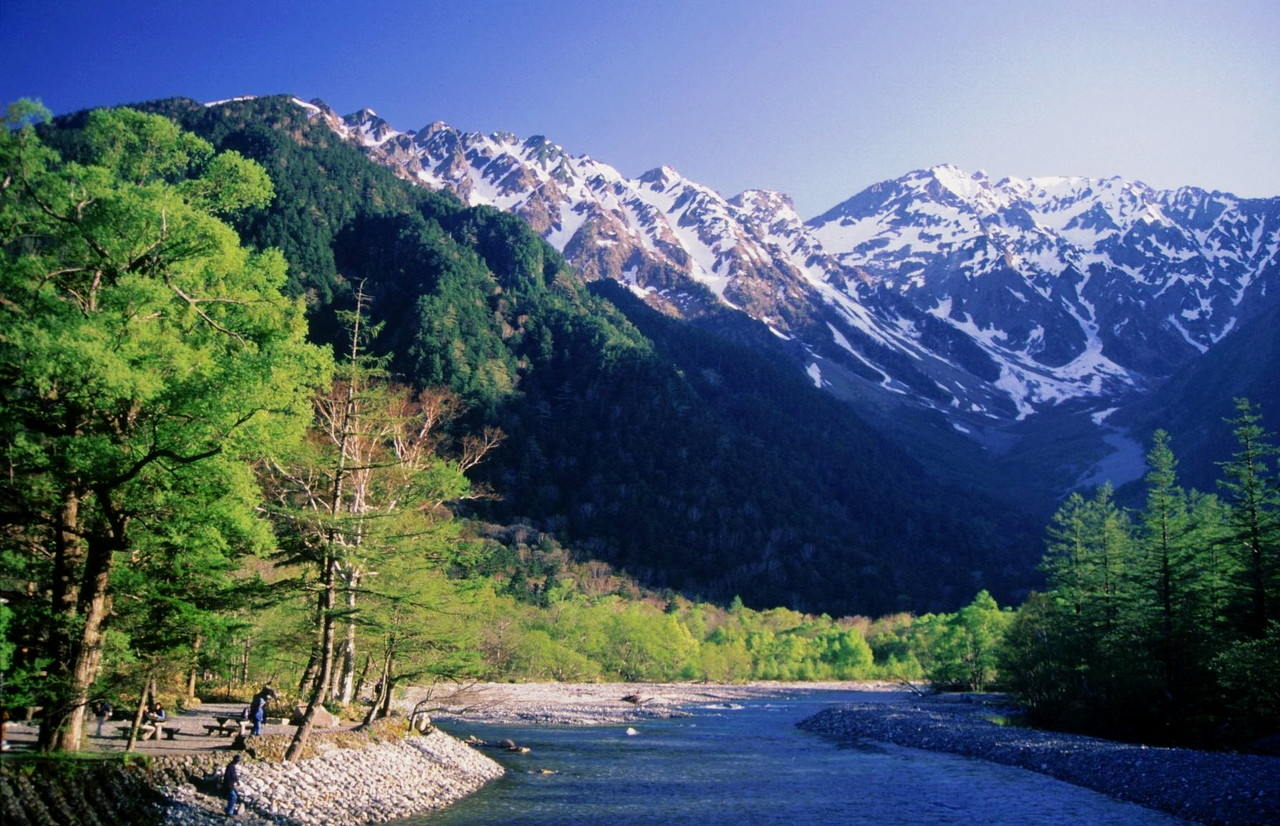
上高地では4月27日に河童橋付近で開山祭が開催されている。
11月15日には閉山祭が開催されている。

開山祭（かいざんさい）は、登山道のある山の積雪期が終わり、登山シーズンの始まる春期や夏期の「山開き」の際に、一般登山者の安全を祈願するために行われる神事を中心とした行事である。上高地、富士山、立山、白山（奥宮）などでは、閉山祭も開催されている。地域によって月日が定められている場合とそうでない場合がある。

## 日本全国の開山祭

### 3月
- 3月17日 - 清水寺 (岩手県)
- 春分の日 - 若草山 (奈良県)
- 3月最終日曜 - 川和自然公園不二洞 (群馬県)

### 4月
- 4月第2日曜 - 青岸渡寺 (和歌山県)
- 4月第2日曜 - 韓国岳 (宮崎県)
- 4月中旬 - 彦岳 (大分県)
- 4月18日 - 両神山 (埼玉県)
- 4月25日 - 美ヶ原 (長野県)
- 4月27日 - 上高地 (長野県)、「上高地閉山祭」(11月15日)
- 4月29日 - 宇津峰山 (福島県)
- 4月29日 - 恵那山 (岐阜県・長野県)
- 4月29日 - 鬼無里奥裾花自然園 (長野県)
- 4月 - 鳥海山 (山形県)
- 4月 - 三方五湖レインボーライン (福井県)
- 4月 - 阿蘇外輪山菊池渓谷 (熊本県)
- 4月下旬 - 高土山 (福島県)

### 5月
- 5月1日 - 剣山 (徳島県)
- 5月3日 - 虫倉山 (長野県)
- 5月5日 - 日光山（日光二荒山神社） (栃木県)
- 5月8日 - 七ツ森 (宮城県)
- 5月8日 - 那須岳（茶臼岳） (栃木県)
- 5月上旬 - 浅間山 (長野県)
- 5月上旬 - カムイヌプリ (北海道)
- 5月11日 - 北アルプス飛騨側 (岐阜県)
- 5月12日 - 戸隠山 (長野県)
- 5月16日 - 乗鞍高原 (長野県)
- 5月20日 - 南アルプス (山梨県)
- 5月中旬 - 室蘭岳 (徳島県)
- 5月22日 - 白馬連峰 (長野県)
- 5月29日 - 霧ヶ峰 (長野県)
- 5月30日 - 守屋山 (長野県)
- 5月 - 会津駒ヶ岳 (福島県)
- 5月 - 高洲山 (石川県)
- 5月 - 多紀連山御嶽（三嶽） (兵庫県)
- 5月 - 涌蓋山 (大分県)
- 5月下旬 - 白鳥山 (新潟県)

### 6月
- 6月1日 - 藻岩山 (北海道)
- 6月1日 - 竜ヶ森 (秋田県)
- 6月1日 - 秋田駒ヶ岳 (秋田県)
- 6月1日 - 湯殿山 (山形県)
- 6月1日 - 弁天山 (徳島県)
- 6月5日 - 朝日連峰 (山形県)
- 6月5日 - 入笠山 (長野県)
- 6月5日 - 車山高原 (長野県)
- 6月5日 - 六甲山記念碑台 (兵庫県)
- 6月6日 - 志賀高原岩菅山 (長野県)
- 6月6日 - 八ヶ岳 (長野県)
- 6月第1日曜 - 標津岳 (北海道)
- 6月上旬 - 神室山 (山形県)
- 6月第2日曜 - 雨竜沼湿原 (北海道)
- 6月15日 - 御嶽山濁河温泉 (岐阜県)
- 6月中旬 - 八ヶ岳 (長野県)
- 6月中旬 - 坂戸山 (福島県)
- 6月22日 - 広河原（山梨県）
- 6月30日 - 八ヶ岳 (新潟県)

### 7月
- 7月1日 - 尾瀬至仏山 (群馬県)
- 7月1日 - 御嶽山王滝口 (長野県)
- 7月1日 - 石鎚山（石鎚神社） (愛媛県)
- 7月1日 - 富士山（北口本宮冨士浅間神社奥宮） (山梨県)
- 7月1日 - 白山 (石川県)
- 7月7日 - 石動山 (石川県)
- 7月11日 - 富士山（富士山本宮浅間大社奥宮） (静岡県)
- 7月17日 - 太平山（太平山三吉神社奥宮） (秋田県)
- 7月 - 尾瀬燧ヶ岳 (福島県)
- 7月 - 南アルプス寸又峡口 (静岡県)